# B Yond - The Very Best Of
B Yond - The Very Best Of è una raccolta di John Lodge, bassista e voce del gruppo rock inglese dei Moody Blues, pubblicata nel 2019.

## Il Disco
La raccolta contiene registrazioni in studio, remix del 2019 e dal vivo tratti dalla sua discografia solista e da brani dei Moody Blues.

## Tracce
1. I'm Just A Singer (In A Rock And Roll Band) (Live)
2. Summer Breeze, Summer Song (Remix 2019)
3. In My Mind
4. Street Cafe' (2019)
5. (Evening) Time To Get Away (2019)
6. Saved By The Music (Live)
7. Legend Of A Mind (2019)
8. Say You Love Me (2019 Remix)
9. Get Me Out Of Here
10. Gemini Dream (Live)
11. Isn't Life Strange (Live)
12. Ride My See-Saw (Live)